# 全子才
全子才（?—?），山东益都人，宋朝大臣、将领。
赵方为赵葵、赵范聘郑清之、全子才为师。绍定三年（1230年），全子才军器监簿、制置司参议官。金朝崩溃时，南宋北伐。绍定四年（1231年）三月，宋理宗派遣全子才率王旻等将万五千人，与于玠掎角取盐城。四月，全子才自他道进攻，于港口击败敌将董友。五月十四，全子才率赵必胜、王旻大军移砦西门，遇敌大战，至夜没有结束。全子才被锐阵左右所救，于是获胜。端平元年（1234年）五月，理宗任命赵葵为主帅，全子才为先锋，下诏出兵河南。六月十二日，全子才收复南京应天府（今河南省商丘市）。八月，宋朝以赵范为京河关陕宣抚使、知开封府、东京留守，赵葵京河制置使、知应天府、南京留守，全子才关陕制置使、知河南府、西京留守。端平入洛失败後，九月，赵范弹劾赵葵、全子才，宋理宗将全子才削一秩，措置唐、邓、息营田边备。端平二年（1235年）七月，全子才、刘子澄因为唐州之役弃兵夜逃，全子才削二秩，谪居衡州，刘子澄削二秩，谪居瑞州。宝祐三年（1255年）二月，兼给事中王埜上书宋朝与元朝结仇，而兵连祸，就是因为赵楷、全子才、刘子澄轻启兵端，全子才罢其祠禄，以为丧师误国之戒。景定元年（1260年）十二月廿七，监察御史桂锡孙上言，停止全子才叙复之命。